# Дејвид Патрик Кели
Дејвид Патрик Кели (енгл. David Patrick Kelly; Детроит, 23. јануар 1951), амерички је позоришни, филмски и ТВ глумац, музичар и песник.
Најпознатији по споредним улогама у филмовима Ратници подземља (1979), 48 сати (1982), Командос (1985), Твин Пикс (1990), Врана (1994).